# Qinzao (köpinghuvudort i Kina, Jiangsu Sheng, lat 32,06, long 120,86)
Qinzao (kinesiska: 秦灶镇, 秦灶街道) är en köpinghuvudort i Kina. Den ligger i provinsen Jiangsu, i den östra delen av landet, omkring 190 kilometer öster om provinshuvudstaden Nanjing. Antalet invånare är 48 455. Befolkningen består av 24 297 kvinnor och 24 158 män. Barn under 15 år utgör 7,0 %, vuxna 15-64 år 84 %, och äldre över 65 år 7,0 %.
Runt Qinzao är det tätbefolkat, med 709 invånare per kvadratkilometer. Närmaste större samhälle är Nantong, 3,9 km söder om Qinzao. Trakten runt Qinzao består till största delen av jordbruksmark.
Genomsnittlig årsnederbörd är 1 284 millimeter. Den regnigaste månaden är juli, med i genomsnitt 239 mm nederbörd, och den torraste är januari, med 34 mm nederbörd.